# لونبورغ

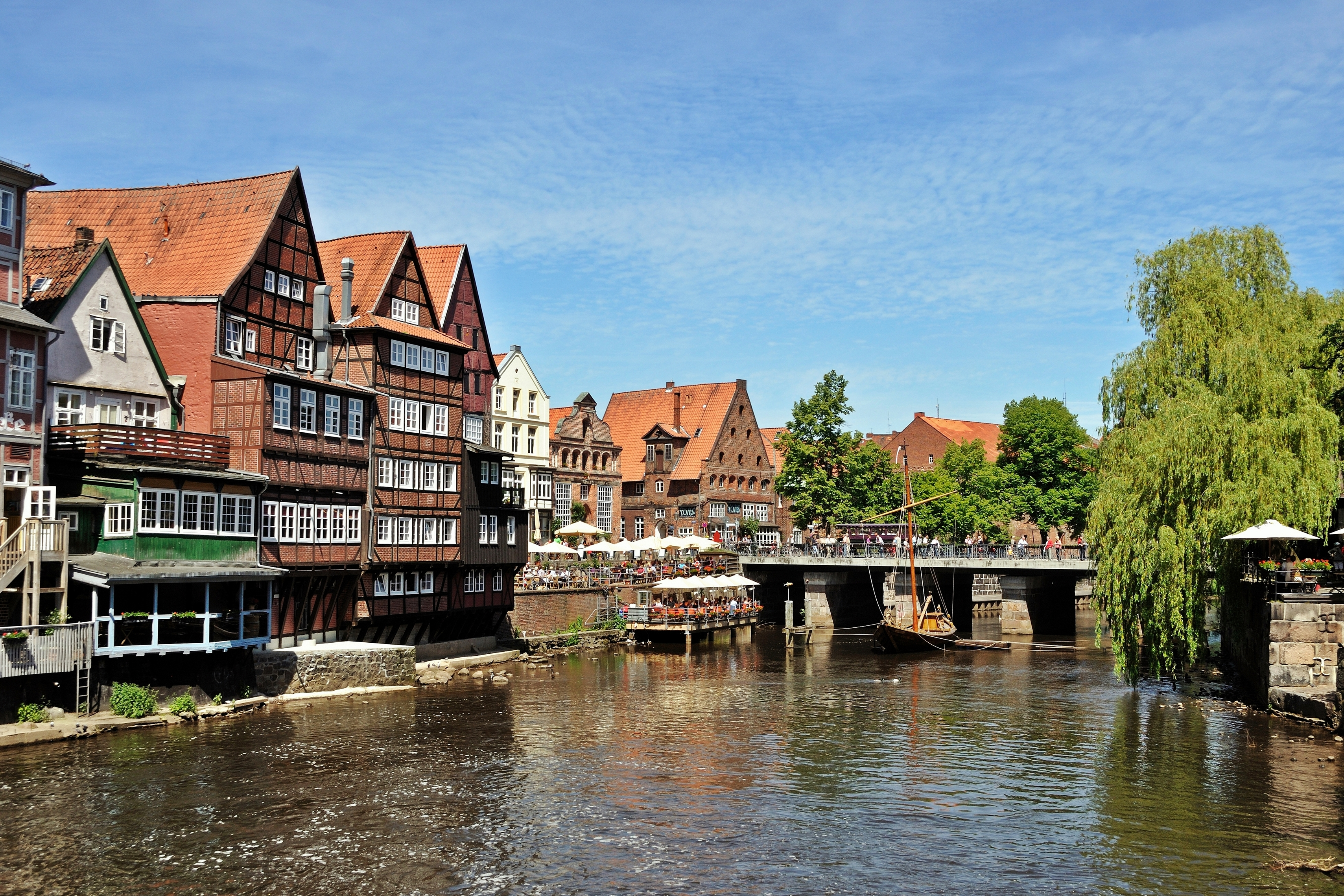
Lüneburg

لونبورغ (بالألمانية: Lüneburg) هي مدينة تقع في ولاية ساكسونيا السفلى في شمال ألمانيا. يبلغ عدد سكانها حوالي 70,312 نسمة حسب إحصاء سكان ألمانيا عام (2005). تقع بالقرب من مدينة هامبورغ.

## معرض صور

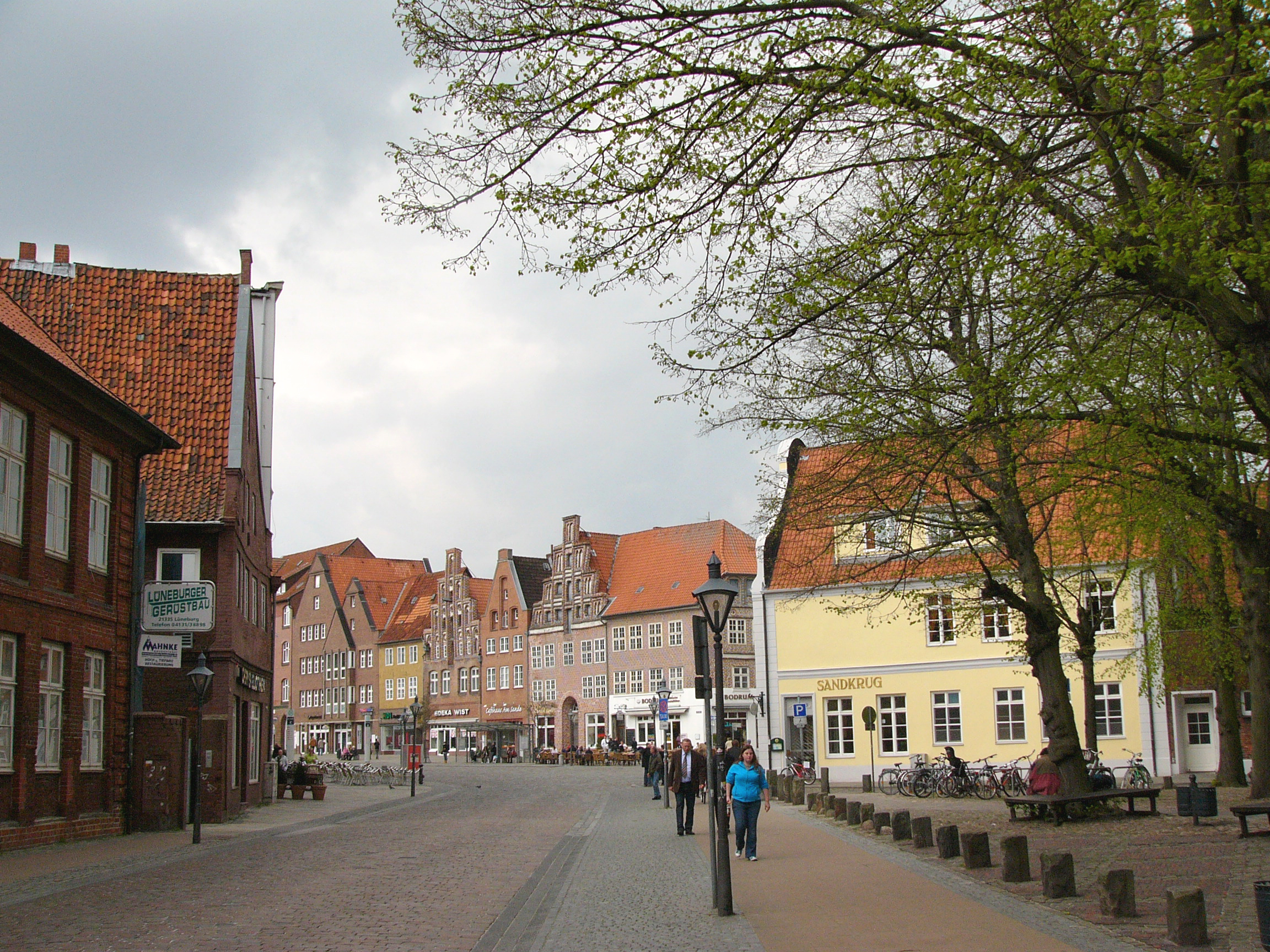
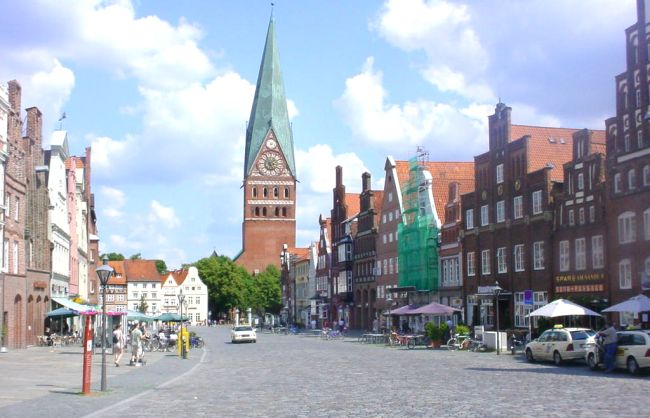
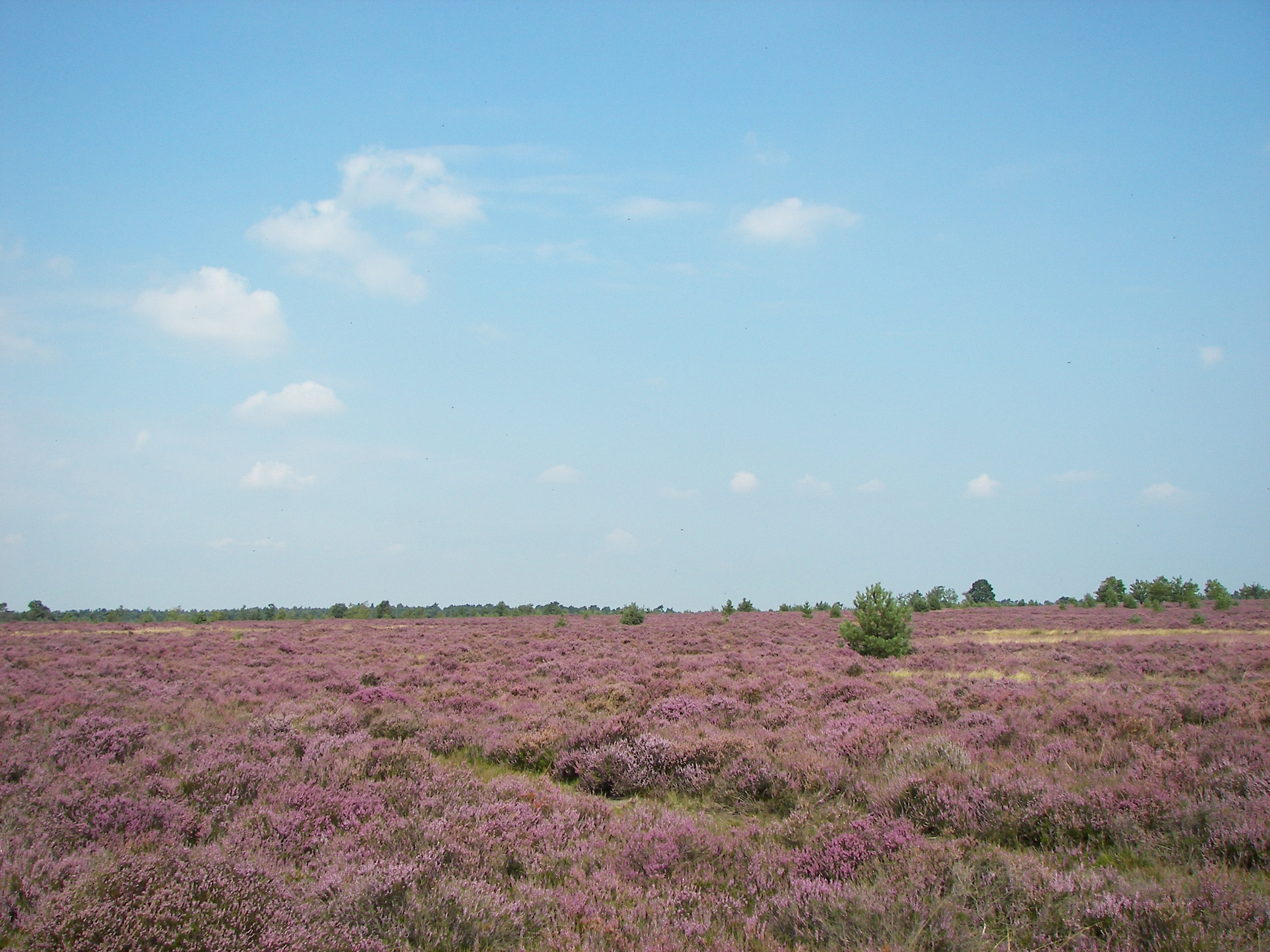

## توأمة
للونبورغ اتفاقيات توأمة مع كل من:
- كولمباخ
- إفريا
- Scunthorpe [الإنجليزية]‏
- ناروتو
- كلامار
- إيسلمي
- فيبورغ
- Tartu (urban municipality) [الإنجليزية]‏

## أعلام
- هاينريش هيملر
- نيكلاس لوهمان
- فيلهيلمينا من براونشفايغ-لونيبورغ
- فريدريش ديدكايند
- ألبرت موريتز وولف
- كورت باكيبرغ
- كيرت فون تيبيلسكيرخ
- كاتارينا ووترز
- جيه. جي. ويستفال
- إرهارد ميلخ
- أوقست ريتر